# 도쿄 구치소

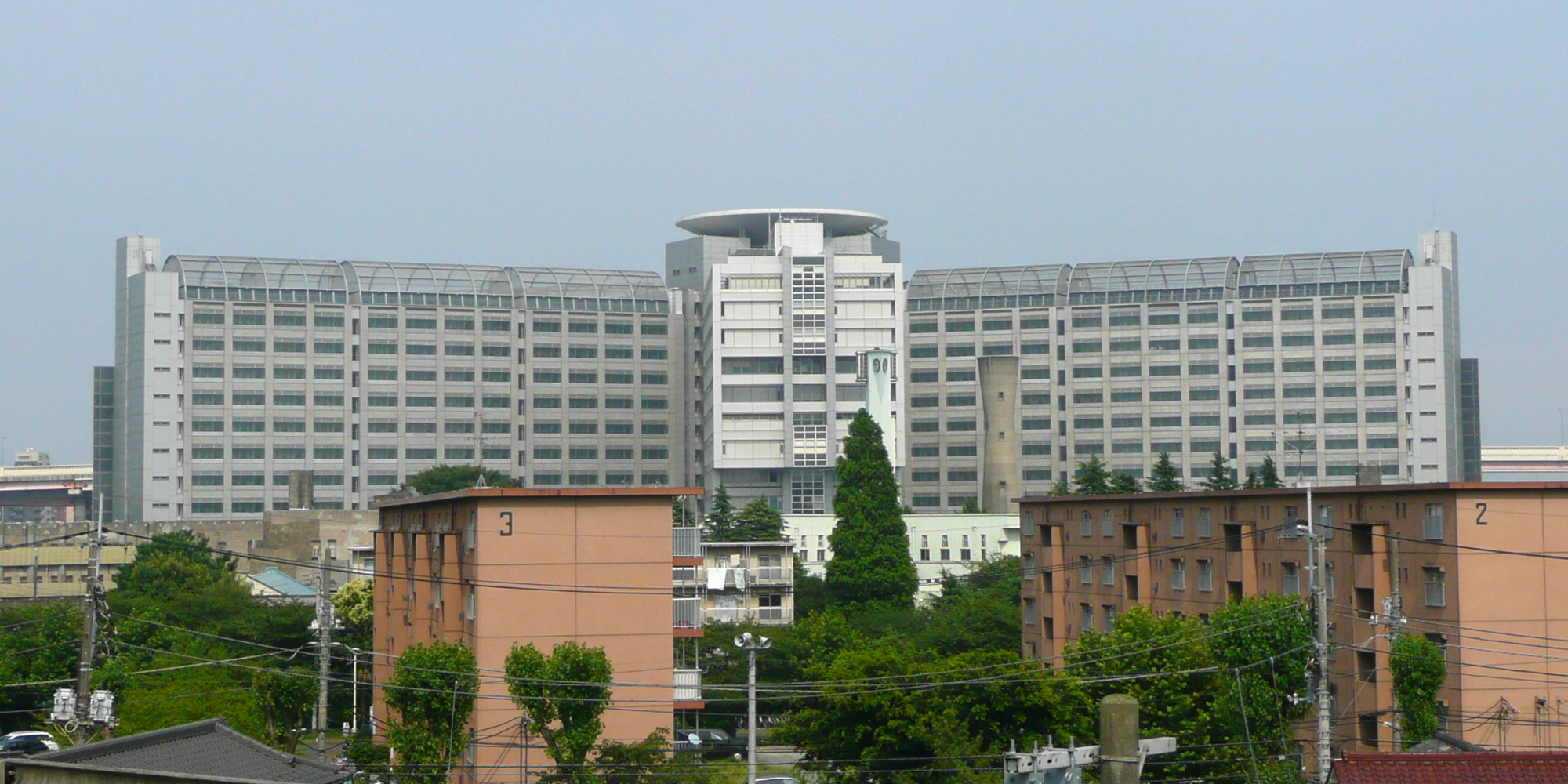
도쿄 구치소

도쿄 구치소(일본어: 東京拘置所 도쿄코치쇼[*])는 도쿄도 가쓰시카구 고스게에 있는 구치소이다. 일본 전국 8개(도쿄 · 다치카와 · 나고야 · 교토 · 오사카 · 고베 · 히로시마 )에 위치한 구치소 중의 하나다. 마쓰도 구치지소를 관할하고 있다.